# Готель «Ангел» (Абергавенні)
Готель «Ангел» — це 4-зірковий готель і заїжджий двір AA, що внесений до списку пам'яток ІІ ступеня, за адресою 15 Перехресна вулиця, в Абергавенні, Уельс. Він знаходиться на розі двох вулиць: Нижнього замку та головної Крос-стріт.

## Історія
У грузинський період Ангел служив корчмом . Він датований до 1736 року, оскільки записи свідчать, що Вільям Данвуді передав його своєму синові. Нинішня будівля датується пізніше, головним чином початком 19 століття з південно-східним крилом, ймовірно, кінця 18 століття. Карта 1834 року показує, що колись біля центрального входу була проїжджа частина до двору, але на початку 20 століття вона була змінена, як показано на фотографіях того періоду. Протягом 1830-х років служба Sovereign Light Coach щодня їздила туди-сюди від готелю Angel до Херефорда тоді як альпіністська служба проходила від Мертіра Тидфіла до Ньюпорта та готелю Angel, а потім до Вустера, Вулвергемптона та Бірмінгем.
У 1839 році в готелі зробили ремонт Пізніше того ж року власника квартири Чарльза Барретта визнали винним згідно з Законом про заколот 1703 року за те, що він не надав достатньої кількості соломи для двох коней 12-го королівського улан, які були розміщені в готелі 20 вересня. Поміщик у 1840 році значиться як Томас Морган, якого у 1848 році змінив його син Вон Морган Спочатку він взяв його в трирічну оренду, але цей термін розтягнувся. Зрештою, власник землі, на якій був розташований готель, Генрі Сомерсет, 8-й герцог Бофорт, продав майно, і Морган продовжував бути орендодавцем під керівництвом нового власника. У 1857 році власником квартири став шотландець на ім'я містер Мейсон.
У вересні 1869 року в готелі відбулася церемонія, присвячена відкриттю клубу Монмутшир .
5 липня 1952 року готель став пам'ятником архітектури II ступеня У 1980-1 році готель зазнав капітальної реконструкції з перебудовою. Багато меблів датуються тим періодом, але кілька арок і панелей з дадо залишилися від ранніх, як і головні сходи, які, як вважають, з початку 19 століття.
Сьогодні The Angel належить сім'ї Гріффітс, яка також разом із Шоном Хіллом керує рестораном Walnut Tree з зіркою Мішлена в сусідньому Лланддеві Скіррід. У 2016 році він був визнаний AA готелем року в Уельсі. 

## Обслуговування
Станом на 2016 рік у готелі 34 номери та два котеджі з 2 спальнями а також чотири конференц-зали та бальний зал на 180 місць. Номери Делюкс готелю оснащені дизайнерськими ванними кімнатами Villeroy і Boch.
Ангел обслуговують у барі Foxhunter та ресторані Oak Room, яким керує шеф-кухар Уеслі Грегаріус Лінфорд Хаммонд . Станом на 2016 рік це був один із дев'яти готелів за межами Лондона, які входили до UK Tea Guild і приймали «Afternoon Tea».
Це 4-зірковий готель АА з рестораном, нагородженим розеткою АА. У 2013 році готель отримав нагороду «Відмінний досвід» від Tea Guild's Top City and Country Hotel Awards. Фіона Дункан з The Daily Telegraph відзначила «спокійні, стильні спальні на верхньому поверсі з кремовими стінами, білосніжні ліжка, одягнені в гарні кашемірові ковдри, якісні коричневі меблі та елегантні ванні кімнати», відзначивши готелі 8 з 10. Готель був включений до The Good Hotel Guide на 2016 рік